# Champoux
Champoux – miejscowość i gmina we Francji, w regionie Burgundia-Franche-Comté, w departamencie Doubs.
Według danych na rok 1990 gminę zamieszkiwały 54 osoby, a gęstość zaludnienia wynosiła 18 osób/km² (wśród 1786 gmin Franche-Comté Champoux plasuje się na 689. miejscu pod względem liczby ludności, natomiast pod względem powierzchni na miejscu 960.).